# Maria Kozaczkowa
Maria Kozaczkowa z d. Wojtyto (ps. „Maryla znad Wisły”) (ur. 28 stycznia 1910 w Zalipiu, zm. 30 kwietnia 1982 w Dąbrowie Tarnowskiej) – polska poetka, działaczka podziemia niepodległościowego, samorządowiec.

## Życiorys
Pochodziła z rodziny chłopskiej Wojtytów, gospodarujących na pięciu morgach ziemi. Najmłodsza z sześciorga rodzeństwa. Wcześnie straciła rodziców. Ukończyła sześć klas szkoły podstawowej w Zalipiu, pracując jednocześnie w gospodarstwie starszego brata. W latach 1928–1930 uczyła się w szkole rolniczej w Bachowicach. Od 1930 działała w ZMW – Wici (Znicz).
Pracowała w sklepie w Mucharzu. Po ukończeniu kursu pocztowego prowadziła samodzielnie agencję pocztową w Porębie Radlnej w latach 1931–1932. Po wyjściu za mąż za Józefa Kozaczkę, pracującego w straży granicznej, w 1935 wyjechała do Działoszyna. Skąd została wysiedlona przez Niemców na początku okupacji. Przeniosła się do Dąbrowy Tarnowskiej. W czasie okupacji była łączniczką i kolporterką prasy podziemnej. Kolportowała „Rocha” i BCh. Po wyzwoleniu zdobyła średnie wykształcenie, działała w Chłopskim Towarzystwie Przyjaciół Dzieci, była radną Miejskiej i Powiatowej Rady Narodowej w Dąbrowie Tarnowskiej, a politycznie udzielała się w ZSL i organizacjach kobiecych. Wychowała siedmioro dzieci. Zajmowała się Domem Dziecka, powstałym w resztówce dworskiej w Niwkach, rozdzielała żywność i odzież otrzymywaną głównie dzięki swym wzruszającym apelom zamieszczanym w prasie.

## Twórczość
Od połowy lat 20. XX w. zaczęła pisać wiersze i artykuły do „Młodej Polski”, która była dodatkiem do krakowskiego „Przewodnika Kółek Rolniczych” wydawanego przez Małopolskie Towarzystwo Rolnicze. W 1933 weszła w skład zespołu redakcyjnego „Wsi, Jej Pieśni”. Należała do grupy literackiej „Gronie” w Żywcu, Zarządu Głównego Stowarzyszenia Twórców Ludowych w Lublinie. Pod pseudonimem „Maryla znad Wisły” publikowała stały felieton w „Piaście”. Po okupacji jej utwory i artykuły ukazywały się m.in. w „Zielonym Sztandarze”, „Wieściach”, „Chłopskiej Drodze”, „Dzienniku Polskim”, „Kamenie”, tarnowskim „TEMI”, a nawet w kanadyjskiej „Kronice Tygodniowej”. Ludowa Spółdzielnia Wydawnicza wydała drukiem kilka tomików jej wierszy. Była członkiem Zarządu Głównego Stowarzyszenia Twórców Ludowych i przewodniczącą Oddziału tego Stowarzyszenia w Tarnowie. Autorka około 900 wierszy, kilkunastu opowiadań, 3 sztuk scenicznych i wielu wspomnień, publikowanych zarówno w Polsce, jak i m.in. w Kanadzie, Izraelu, Australii.
Uhonorowana wieloma odznaczeniami m.in. Krzyżem Kawalerskim Orderu Odrodzenia Polski.

## Upamiętnienie
25 września 1984 Miejsko-Gminna Biblioteka Publiczna w Dąbrowie Tarnowskiej przyjęła imię Marii Kozaczkowej.